# Thomas Patrick Moore
Thomas Patrick Moore (ur. 1797 w hrabstwie Charlotte, zm. 21 lipca 1853 w Harrodsburgu) – amerykański ongresmen z Kentucky.
Urodził się w hrabstwie Charlotte w Wirginii, gdzie uczęszczał do szkoły publicznej. Przeniósł się wraz z rodzicami do Harrodsburga. Studiował na Uniwersytecie Transylvania. Walczył w wojnie brytyjsko-amerykańskiej. Służył w stopniu kapitana od 12 marca 1812, a w stopniu majora od 20 września 1813. Służbę zakończył 15 czerwca 1815. W 1819 i 1820 zasiadał w Izbie Reprezentantów stanu Kentucky.
W latach 1823–1829 przez trzy kolejne dwuletnie kadencje Kongresu Stanów Zjednoczonych reprezentował stan Kentucky w Izbie Reprezentantów Stanów Zjednoczonych.
Został nominowany przez prezydenta Andrew Jacksona 13 marca 1829 na ambasadora USA w Wielkiej Kolumbii. W 1833 powrócił do Kentucky. Kandydował do 23. Kongresu, ale jego kandydatura została zakwestionowana przez Roberta P. Letchera, po czym Izba ogłosiła konieczność ponownego wyboru. Walczył w wojnie amerykańsko-meksykańskiej w stopniu podpułkownika w latach 1847–1848. W latach 1849 i 1850 był delegatem na konwencji konstytucyjnej stanu Kentucky.